# Шлёвка
Шлёвка (вероятно, от нем. Schlaufe — незатягивающаяся петля) — предмет в виде замкнутой кривой, металлическая или кожаная, пластмассовая и т. п. продолговатая (реже — круглая) петля, через которую продевается ремень и к которой может крепиться (подвешиваться) что-либо. Другое распространённое название шлёвки — тренчик. В отличие от пряжки шлёвка не фиксирует ремень неподвижно. В то же время две соединённые шлёвки могут образовывать пряжку.

## Шлёвки в военном снаряжении

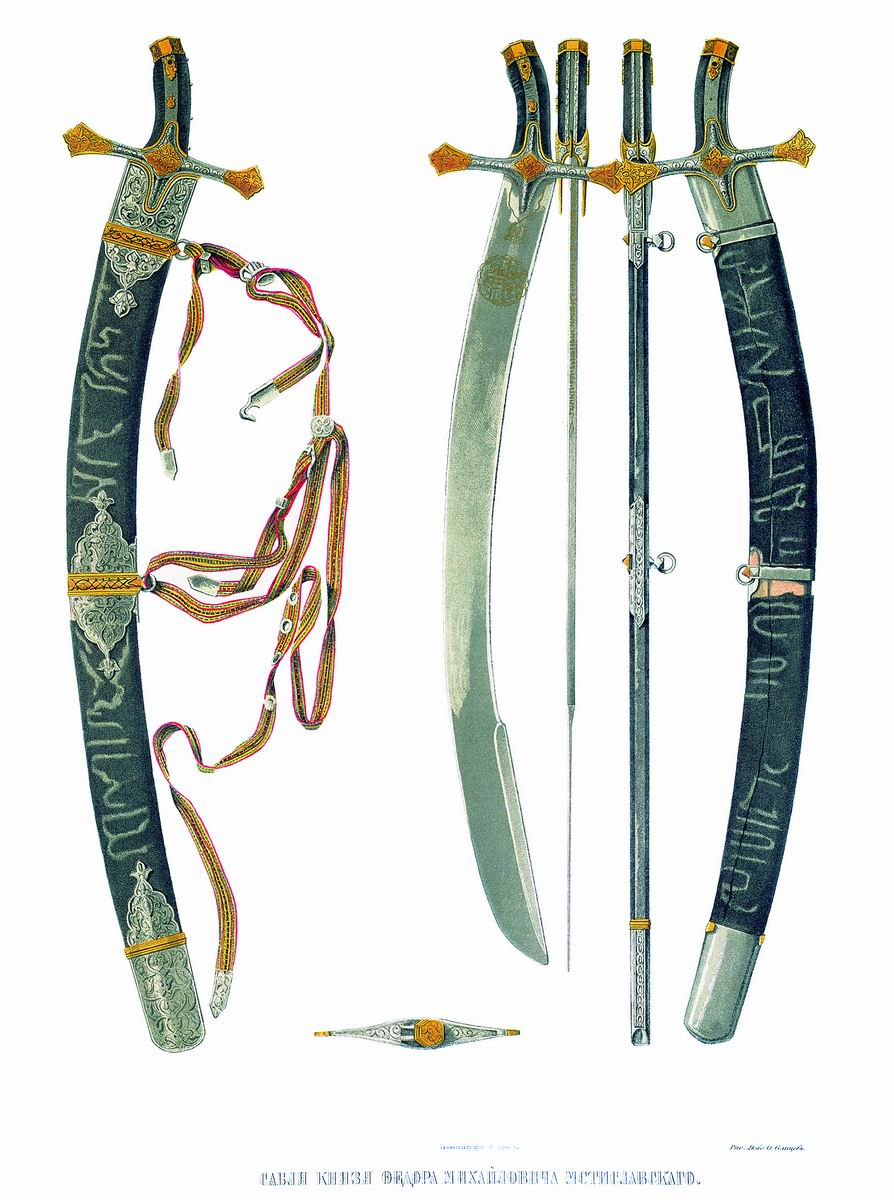
Сабля Ф. М. Мстиславского с двумя кольцевыми шлёвками на ножнах

## Шлёвки в одежде
Шлёвкой также называют деталь одежды в виде узкой полоски на поясе, под которую продевают ремень, пояс или кушак для удержания их в определённом положении.

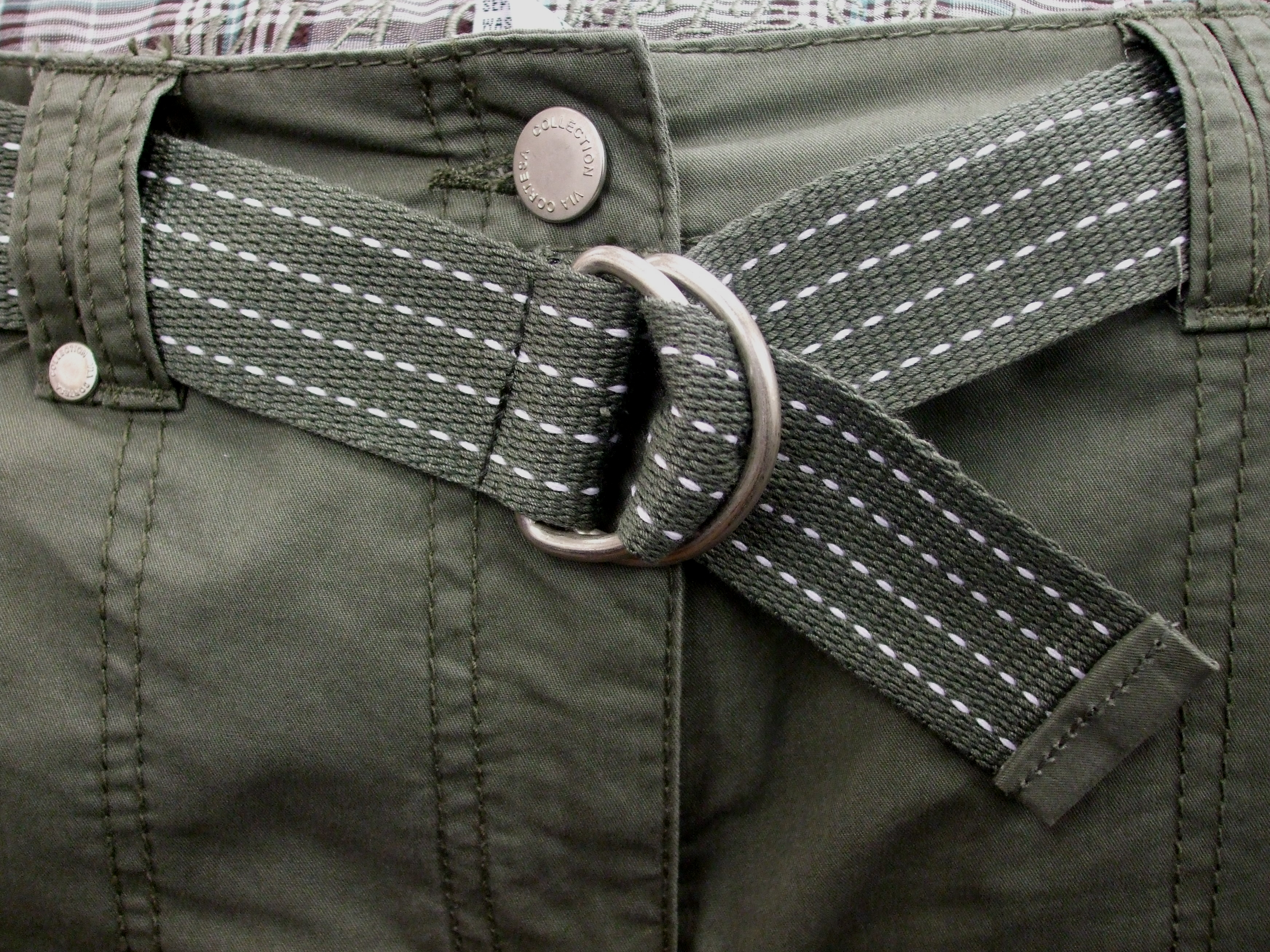
Пряжка в виде двух шлёвок; ремень продет через шлёвки на штанах

## Шлёвки в галантерее

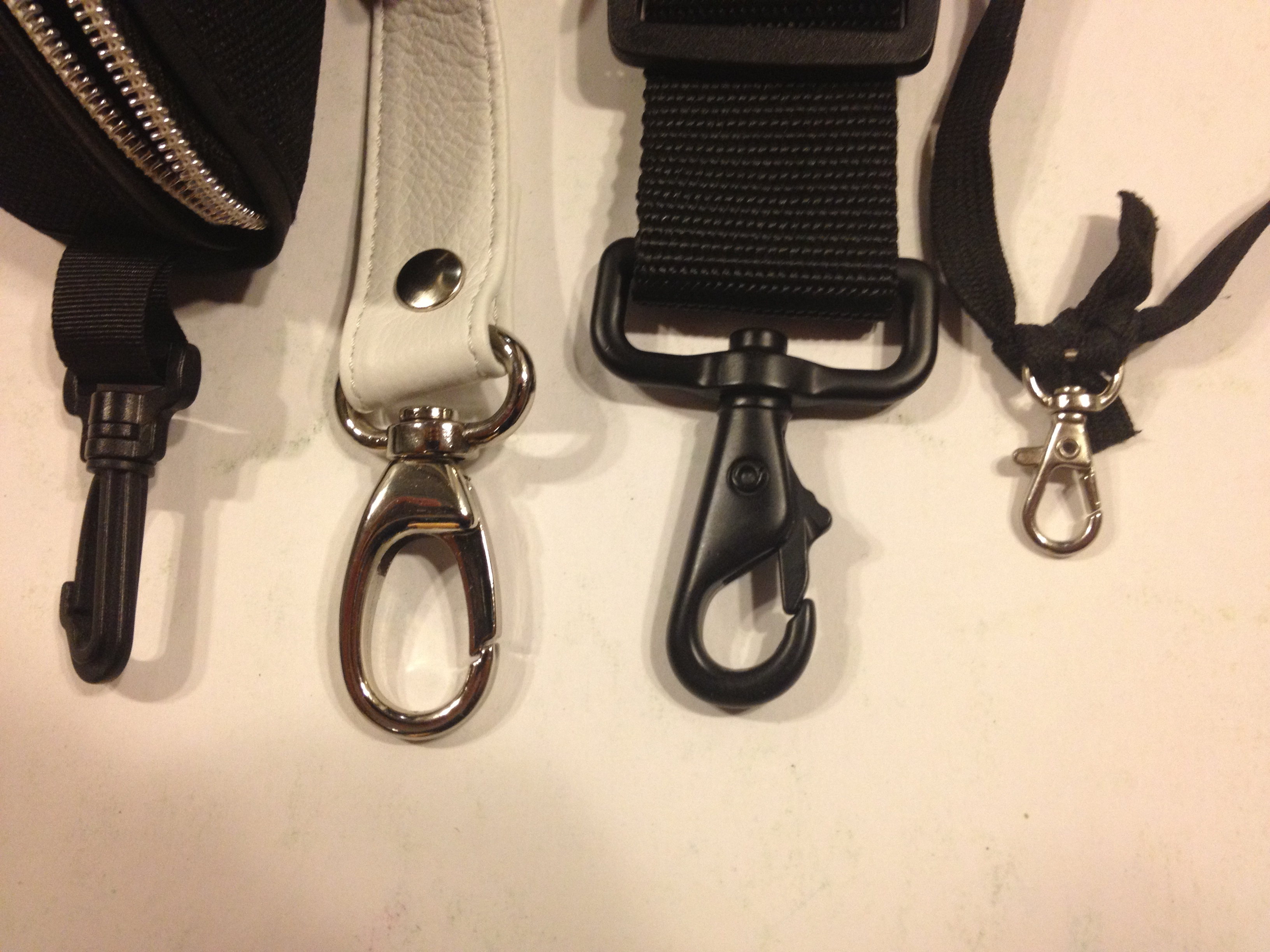
Галантерейная фурнитура: шлёвки ремня с карабинами
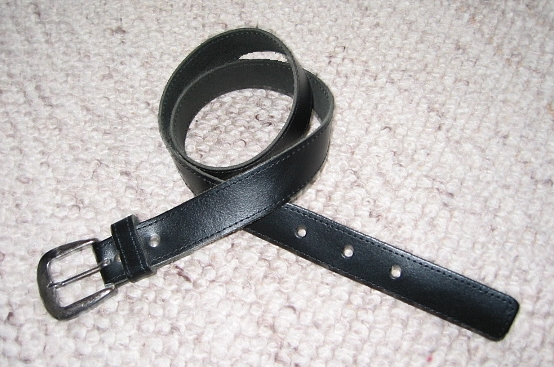
Брючный ремень с закреплённым у пряжки тренчиком